# HD 10647 b
HD 10647 b هو كوكب خارج المجموعة الشمسية مؤكد يقع على بعد 57 سنة ضوئية تقريباً في كوكبة النهر  حول نجم من نجوم النسق الأساسي النوع-F يسمى في تسمية هنري درابر الدليلة HD 10647. اكتشف الكوكب عام 2003 باستخدام قياسات السرعة الشعاعية من قبل فريق من علماء الفلك بقيادة ميشيل مايور .HD 10647 b كوكب عملاق يقارب حجمة حجم كوكب المشتري. يدور الكوكب حول النجم المستضيف في مدار شبه دائري خلال فترة مدارية تستغرق نحو 1003 يوم في متوسط مسافة مدارية تقدر بنحو 2.03 وحدة فلكية .

## وصلة خارجية
- "A Jovian planet around HD 10647". Geneva Observatory. مؤرشف من الأصل في 2016-12-27.